# Kolodjaschne (Kowel)
Kolodjaschne (ukrainisch Колодяжне; russisch Колодежно Kolodeschno, polnisch Kołodeźno) ist ein Dorf im Zentrum der ukrainischen Oblast Wolyn mit 720 Einwohnern (2004).
Kolodjaschne befindet sich an der Fernstraße M 19/E 85 8 km südöstlich vom Rajonzentrum Kowel und 64 km nordwestlich der Oblasthauptstadt Luzk.
Im Dorf befindet sich ein Museum über Lessja Ukrajinka, die zeitweise Ende des 19. Jahrhunderts im Dorf lebte, sowie eine Bahnstation an der Bahnstrecke Kowel–Kosjatyn.

## Geschichte
Der Ort wurde 1583 zum ersten Mal schriftlich erwähnt und gehörte bis zur 3. polnischen Teilung zur Adelsrepublik Polen (in der Woiwodschaft Wolhynien), kam dann zum Russischen Reich, wo es im Gouvernement Wolhynien lag und Kolodeschno genannt wurde. 1918/1921 fiel es an Polen und kam zur Woiwodschaft Wolhynien in den Powiat Kowel, Gmina Lubitów. Infolge des Hitler-Stalin-Pakts besetzte die Sowjetunion das Gebiet. Nach dem deutschen Überfall auf die Sowjetunion 1941 war der Ort bis 1944 unter deutscher Herrschaft (im Reichskommissariat Ukraine), kam dann nach dem Zweiten Weltkrieg wieder zur Sowjetunion, wurde in die Ukrainische SSR eingegliedert und gehört seit 1991 zur heutigen Ukraine.

## Verwaltungsgliederung
Am 8. Oktober 2016 wurde das Dorf zum Zentrum der neugegründeten Landgemeinde Kolodjaschne (ukrainisch Колодяжненська сільська громада/Kolodjaschnenska silska hromada). Zu dieser zählten auch noch die 8 in der untenstehenden Tabelle aufgelisteten Dörfer, bis dahin bildete das Dorf zusammen mit den Dörfern Budyschtsche und Woloschky die gleichnamige Landratsgemeinde Kolodjaschne (Колодяжненська сільська рада/Kolodjaschnenska silska rada) im Westen des Rajons Kowel.
Am 12. Juni 2020 kamen noch die 10 Dörfer Bilaschiw, Drosdni, Hontschyj Brid, Hruschiwka, Iwaniwka, Ljubytiw, Perkowytschi, Rokytnyzja, Wolja-Ljubytiwska und Worona zum Gemeindegebiet.
Folgende Orte sind neben dem Hauptort Kolodjaschne Teil der Gemeinde:
| Name                     | Name             | Name                                   | Name            | Name |
| ukrainisch transkribiert | ukrainisch       | russisch                               | polnisch        |      |
| ------------------------ | ---------------- | -------------------------------------- | --------------- | ---- |
| Bilaschiw                | Білашів          | Белашов (Belaschow)                    | Białaszów       |      |
| Budyschtsche             | Будище           | Будище (Budischtsche)                  | Budyszcze       |      |
| Drosdni                  | Дроздні          | Дроздни                                | Drozdne         |      |
| Hontschyj Brid           | Гончий Брід      | Гончий Брод (Gontschi Brod)            | Gończy Bród     |      |
| Hruschiwka               | Грушівка         | Грушевка (Gruschewka)                  | Gruszkówka      |      |
| Iwaniwka                 | Іванівка         | Ивановка (Iwanowka)                    | Iwanówka        |      |
| Krytschewytschi          | Кричевичі        | Кричевичи (Kritschewitschi)            | Krzeczewicze    |      |
| Ljubytiw                 | Любитів          | Любитов (Ljubitow)                     | Lubitów         |      |
| Lomatschanka             | Ломачанка        | Ломачанка                              | Lomczanka       |      |
| Perkowytschi             | Перковичі        | Перковичи (Perkowitschi)               | Perkowicze      |      |
| Rokytnyzja               | Рокитниця        | Ракитница (Rakitniza)                  | Rokitnica       |      |
| Skulyn                   | Скулин           | Скулин (Skulin)                        | Skulin          |      |
| Stebli                   | Стеблі           | Стебли                                 | Stebil          |      |
| Tscheremoschne           | Черемошне        | Черемошно (Tscheremoschno)             | Czeremoszno     |      |
| Uchowezk                 | Уховецьк         | Уховецк (Uschowezk)                    | Uchowieck       |      |
| Wolja-Ljubytiwska        | Воля-Любитівська | Воля-Любитовская (Wolja-Ljubitowskaja) | Wola Lubitowska |      |
| Woloschky                | Волошки          | Волошки (Woloschki)                    | Wołoszki        |      |
| Worona                   | Ворона           | Ворона                                 | Woronna         |      |

## Persönlichkeiten
- Isydora Kossatsch-Boryssowa (1888–1980), Agrarwissenschaftlerin, Lehrerin, Publizistin und Übersetzerin